# Grünerløkka
Grünerløkka is een deelgemeente van de Noorse hoofdstad Oslo. In 2011 had het stadsdeel 47.256 inwoners op een gebied van 4,8 km². Het is een populaire wijk waar veel jongeren wonen en waar talloze cafés, restaurants en andere uitgaansgelegenheden zijn.
De wijk is vernoemd naar Friedrich Grüner, een Duitser die hier in 1672 een molen kocht van koning Christiaan V. In de 19e eeuw was het vooral een arbeidersbuurt. Het werd in 1858 deel van de stad Oslo. Langzamerhand zijn de fabrieken verdwenen uit de wijk en tegenwoordig is het een hippe wijk waar veel jongeren wonen. In het midden van de wijk ligt het park Birkelunden.
Het Sofienbergpark, met in het midden de Sofienbergkerk, is - vooral in de zomermaanden - een populaire plek.